# Ігреково
Ігре́ково (рос. Игреково) — село у складі Молчановського району Томської області, Росія. Входить до складу Могочинського сільського поселення.

## Населення
Населення — 126 осіб (2010; 245 у 2002).
Національний склад (станом на 2002 рік):
- росіяни — 81 %